# Чемпіонат України з легкої атлетики серед юніорів 2020
Чемпіонат України з легкої атлетики серед юніорів 2020 був проведений 12-13 серпня в Луцьку на стадіоні «Авангард».
Медалі були розіграні серед спортсменів 2001 року народження та молодше.
Крім основного чемпіонату, протягом 2020 в інших містах України також були визначені чемпіони України в інших дисциплінах легкої атлетики серед юніорів.
У квітні 2020 через пандемію коронавірусної хвороби та очікуване у зв'язку з цим зменшення бюджетного фінансування національні чемпіонати серед юніорів з гірського бігу (вгору-вниз та вгору), кросу та шосейного бігу на 1 милю та 10 кілометрів були скасовані, а основний чемпіонат та першість з бігу на 10000 метрів — перенесені на невизначений термін. Згодом основний чемпіонат було остаточно призначено на 12-13 серпня.

## Чемпіони
| Основний чемпіонат (Луцьк, 12-13 серпня)                |                                                                                            |                                   |                                                                                   |             |
| 100 метрів                                              | Кирило Приходько Донецька область                                                          | 10,52w                            | Ірина Панаріна Київ                                                               | 12,01w      |
| 200 метрів                                              | Кирило Приходько Донецька область                                                          | 21,21 PB                          | Єва Подгородецька Харківська область                                              | 24,58 SB    |
| 400 метрів                                              | Микита Барабанов Запорізька область                                                        | 47,59 PB                          | Тетяна Харащук Івано-Франківська область                                          | 55,94       |
| 800 метрів                                              | Андрій Колесніков Черкаська область                                                        | 1.56,27 PB                        | Світлана Жульжик Рівненська область                                               | 2.06,91 SB  |
| 1500 метрів                                             | Олександр Гонський Київська область                                                        | 3.56,23 SB                        | Іванна Кух Волинська область                                                      | 4.44,55     |
| 3000 метрів                                             | Роман Войтюк Вінницька область                                                             | 9.02,48 PB                        | Іванна Кух Волинська область                                                      | 9.47,40 PB  |
| 5000 метрів                                             | Андрій Атаманюк Хмельницька область                                                        | 15.14,20 PB                       |                                                                                   |             |
| 100 метрів з бар'єрами                                  |                                                                                            | Фаїна Кара Одеська область        | 13,87w                                                                            |             |
| 110 метрів з бар'єрами                                  | Денис Слюсар Київ                                                                          | 14,28 PB                          |                                                                                   |             |
| 400 метрів з бар'єрами                                  | Євген Швець Черкаська область                                                              | 54,75 PB                          | Марія Буряк Київська область                                                      | 1.00,05 SB  |
| 3000 метрів з перешкодами                               | Віктор Гнатів Тернопільська область                                                        | 9.35,60 PB                        | Катерина Онісімова Дніпропетровська область                                       | 11.04,67    |
| 4×100 метрів                                            | Донецька область Данило Полковников Владислав Резун Микола Овсянников Олександр Сосновенко | 43,53                             | Харківська область Катерина Токар Яніна Юрченко Карина Файнберг Єва Подгородецька | 47,98       |
| 4×400 метрів                                            | Київська область Андрій Махаринський Дмитро Янчик Євгеній Кучер Владислав Бойко            | 3.23,26                           | Сумська область Аліна Богданова Катерина Стаднік Анна Мельник Діана Гончаренко    | 3.57,92     |
| Ходьба 10000 метрів                                     | Тарас Корецький Волинська область                                                          | 45.09,15 SB                       | Валерія Шоломіцька Волинська область                                              | 48.42,79 PB |
| Стрибки у висоту                                        | Олег Дорощук Кіровоградська область                                                        | 2,23 PB                           | Олена Жмур Вінницька область                                                      | 1,80 SB     |
| Стрибки з жердиною                                      | Андрій Дибка Донецька область                                                              | 4,90 PB                           | Анна Дудніченко Київська область                                                  | 3,60 PB     |
| Стрибки у довжину                                       | Андрій Єрещенко Черкаська область                                                          | 7,37 PB                           | Марія Горєлова Херсонська область                                                 | 6,18        |
| Потрійний стрибок                                       | Владислав Шепелєв Одеська область                                                          | 15,60 PB                          | Анна Костенко Дніпропетровська область                                            | 12,58       |
| Штовхання ядра                                          | Олексій Кирилін Черкаська область                                                          | 18,04 SB                          | Софія Ромасюк Харківська область                                                  | 13,64 PB    |
| Метання диска                                           | Олексій Кирилін Черкаська область                                                          | 59,65 SB                          | Марія Ларіна Донецька область                                                     | 41,27 PB    |
| Метання молота                                          | Михайло Кохан Дніпропетровська область                                                     | 80,50 SB                          | Валерія Іваненко Черкаська область                                                | 66,05 SB    |
| Метання списа                                           | Артур Фельфнер Київська область                                                            | 75,19 PB                          | Еріка Лукач Київська область                                                      | 47,97 PB    |
| Семиборство                                             |                                                                                            | Валерія Мухоброд Київська область | 4965                                                                              |             |
| Десятиборство                                           | Владисдав Різниченко Луганська область                                                     | 5975                              |                                                                                   |             |
| Зимові метання (Мукачево, 14-16 лютого)                 |                                                                                            |                                   |                                                                                   |             |
| Метання диска                                           | Ельдар Алієв Дніпропетровська область                                                      | 45,37 PB                          | Катерина Лебідь Дніпропетровська область                                          | 41,63 SB    |
| Метання молота                                          | Данило Федоров Херсонська область                                                          | 73,04 SB                          | Юлія Шатохіна Житомирська область                                                 | 47,51 PB    |
| Метання списа                                           | Євгеній Деулін Київська область                                                            | 59,78 PB                          | Еріка Лукач Київська область                                                      | 46,70 PB    |
| Шосейна спортивна ходьба (Івано-Франківськ, 14 березня) |                                                                                            |                                   |                                                                                   |             |
| Ходьба 10 кілометрів                                    | Тарас Корецький Волинська область                                                          | 42.55 PB                          | Дарина Касян Київська область                                                     | 47.39 PB    |

## Онлайн-трансляція
Легка атлетика України здійснювала вебтрансляцію основного чемпіонату (12-13 серпня) на власному YouTube-каналі.
- День 1:
  -  Ранкова сесія (молот, диск, висота) на YouTube
  -  Ранкова сесія (ядро, спис, жердина) на YouTube
  -  Ранкова сесія (довжина, потрійний) на YouTube
  -  Ранкова сесія (доріжка стадіону) на YouTube
  -  Вечірня сесія (молот, диск, висота) на YouTube
  -  Вечірня сесія (ядро, спис, жердина) на YouTube
  -  Вечірня сесія (довжина, потрійний) на YouTube
  -  Вечірня сесія (доріжка стадіону) на YouTube
- День 2:
  -  Ранкова сесія (молот, диск, висота) на YouTube
  -  Ранкова сесія (ядро, спис, жердина) на YouTube
  -  Ранкова сесія (довжина, потрійний) на YouTube
  -  Ранкова сесія (доріжка стадіону) на YouTube
  -  Вечірня сесія (молот, диск, висота) на YouTube
  -  Вечірня сесія (ядро, спис, жердина) на YouTube
  -  Вечірня сесія (довжина, потрійний) на YouTube
  -  Вечірня сесія (доріжка стадіону) на YouTube